# Samoa i olympiska sommarspelen 1984
Samoa deltog med åtta deltagare vid de olympiska sommarspelen 1984 i Los Angeles. Ingen av landets deltagare erövrade någon medalj.

## Friidrott
Herrarnas kulstötning
- Henry Smith
  - Kval — 16,09 m (→ gick inte vidare, 19:e plats)